# Pietro Mazzarini
Pietro Maz(z)arini, Pietro Mazzarino of in het Frans Pierre Mazarin (Palermo, 1576 – Rome, 4 februari 1654) was een Romeins geworden Siciliaan. Hij was intendant voor de edelman Filippo I Colonna doch beter bekend als de vader van kardinaal Jules Mazarin, staatsman in het koninkrijk Frankrijk.

## Levensloop
Mazzarini werd geboren in Palermo, in het door Spanje bestuurd koninkrijk Sicilië. Mogelijks had hij bij de geboorte niet de naam Mazzarini maar kreeg hij deze naam nadien van een lokale heerser. Mazzarini’s vader Girolamo zou volgens Franse bronnen een welgestelde werkman geweest zijn, die geëmigreerd was uit Ligurië om in Sicilië zijn brood te verdienen met een atelier.
Mazzarini werd als jongen wees. Een oom van hem, de jezuïet Giulio, voerde hem weg naar Rome, hoofdstad van de Pauselijke Staat. De oom gaf hem een aanbevelingsbrief mee om opgenomen te worden in de hofhouding van Filippo I Colonna (1578-1639). Filippo behoorde tot een van de invloedrijkste adellijke families in Rome, de familie Colonna; hijzelf was 6e hertog van Paliano, 4e hertog van Tagliacozzo, 3e hertog van Marino en groot-constable van het koninkrijk Napels. Colonna nam Mazzarini onder bescherming voor de rest van zijn leven. 

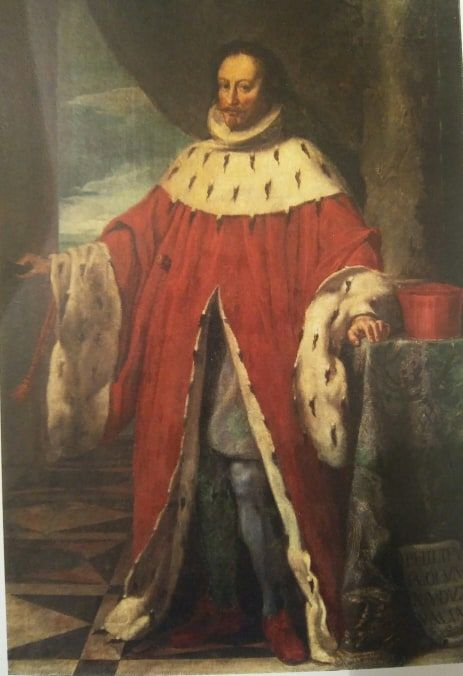
Hertog Filippo I Colonna, beschermheer van Mazzarini en zijn kinderen

Aanvankelijk was Mazzarini kamerknecht. In de loop der jaren klom Mazzarini op tot kamenier, rentmeester en intendant voor heel wat domeinen van hertog Filippo. Hij mocht rechtenstudies volgen. Mazzarini bleef een trouwe medewerker; hij vergaarde een zeker vermogen aan het hof van de hertog. Hertog Filippo zocht de huwelijkspartner van Mazzarini in zijn nabije familie: het werd zijn petekind en nicht Ortensia Bufalini, die verwant was met adellijke families in Umbrië in de Pauselijke Staat. Haar bruidsschat was omvangrijk. 
Het echtpaar kreeg zes kinderen, die alle zes de bescherming genoten van hertog Filippo. De oudste was Giulio Mazzarini, in het Frans later genoemd Jules Mazarin. Mazarin werd geboren in Pescina in het koninkrijk Napels. In Pescina, gelegen in de Abruzzen, verbleven zijn ouders tijdens de zomer al eens om het hete Rome te ontvluchten. Mazzarini verzorgde in Pescina de financiële zaken van zijn schoonbroer, abt Bufalini. Mazzarini stuurde zijn zoon Jules op school bij de jezuïeten in Rome. Jules weigerde jezuïet te worden en trok mee met de zoon van Filippo naar Madrid. Daar behaalde hij een doctoraat in beide rechten, keerde naar de Pauselijke Staat terug en werd militair in het pauselijke leger. Mazzarini zorgde ervoor dat zijn kinderen met edellieden huwden indien ze geen kerkelijke carrière hadden.
Mazzarini overleefde zijn vrouw die overleed in 1644. Zelf stierf hij in 1654 in Rome.

## Kinderen
Pietro Mazzarini en Ortensia Bufalini hadden zes kinderen:
- Jules Mazarin (1602-1661), kardinaal, minister en diplomaat voor Frankrijk
- Michele Mazzarini (1607-1648), dominicaan onder de naam Alessandro; later aartsbisschop van Aix-en-Provence
- Anna-Maria Mazzarini (1607-1669), priorin van Santa-Maria in Campo-Marzo
- Laura Margherita Mazzarini (1608-1685), huwde met graaf Geronomo Martinozzi. Hun twee dochters behoorden tot de Mazarinettes.
- Cleria Mazzarini (1609-1649), huwde met markies Pietro Muti
- Geronima Mazzarini (1614-1656), huwde met baron Michele Mancini. Hun vijf dochters behoorden tot de Mazarinettes.